# Janusz Majewski (Fechter)

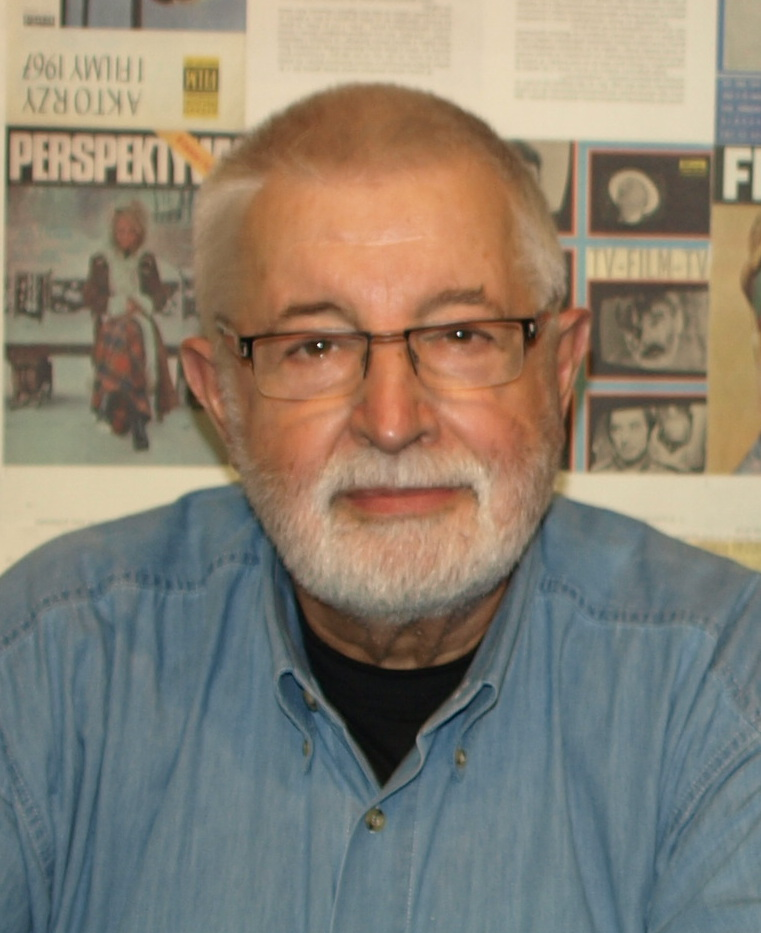
Janusz Majewski

Janusz Mieczysław Majewski (* 29. Januar 1940 in Dzierzgowo) ist ein polnischer Säbelfechter.

## Erfolge
Majewski gewann bei den Weltmeisterschaften 1969 Silber mit der Säbel-Mannschaft, bei der WM 1970 Bronze mit der Mannschaft. Bei den Olympischen Spielen 1972 in München belegte die polnische Mannschaft mit ihm den fünften Platz.